# Adelaide Borghi-Mamo
Pour les articles homonymes, voir Borghi (homonymie) et Mamo (homonymie).
Adelaide Borghi-Mamo (9 août 1826 - 29 septembre 1901) est une mezzo-soprano italienne. Excellant dans les rôles dramatiques de Rossini, Meyerbeer et Verdi, elle est particulièrement réputée pour son interprétation du rôle d’Azucena du Trouvère. C’est d’ailleurs à elle qu’est confiée la création du rôle dans la version française montée à l’Opéra de Paris pour la première fois le 12 janvier 1857.

## Biographie
Adelaide Borghi naît à Bologne le 9 août 1826 (ou 1829 selon certaines sources,). Élève de Mathilde Festa et conseillée par la Pasta, elle fait ses débuts à Urbino à l’âge de 17 ans dans Il giuramento de Mercadante. Elle chante ensuite dans plusieurs théâtres en Italie, notamment au Teatro San Carlo de Naples, et à Vienne. À Naples, Giovanni Pacini compose à son intention Malvina di Scozia et Romilda di Provenza, Mercandante Statira et Lauro Rossi L'alchimista. En 1849, elle épouse à Malte Michele Mamo.
Elle arrive à Paris en 1854 au Théâtre des Italiens (salle Ventadour) où sa tessiture étendue (qui va du fa grave au do aigu), son agilité, son timbre chaud et émouvant ainsi que la vigueur de son jeu scénique sont particulièrement appréciés. Elle y chante Trovatore de Verdi, Matilde di Shabran et Semiramide de Rossini, Gli Arabi nelle Gallie de Pacini et Il crociato in Egitto de Meyerbeer. Profitant d’un congé, elle retourne à Vienne où elle se produit dans  Lucrezia Borgia de Donizetti, Don Giovanni de Mozart et la Cenerentola de Rossini qui lui vaut une « ovation sans exemple ».
Son succès est tel qu’elle intègre la troupe de l’Opéra de Paris entre 1856 et 1859. Elle y débute dans le rôle de Fidès du Prophète de Meyerbeer, puis interprète Léonor (1856) dans La Favorite de Donizetti et Catarina Cornaro (1858) dans La Reine de Chypre de Fromental Halévy. Elle y crée en outre les rôles d’Azucena dans la traduction française du Trovatore (1857) de Verdi (dont « le quatrième acte a été chanté par Mme Borghi-Mamo comme personne avant elle ne l’avait chanté et comme personne ne l’a chanté depuis » selon Pierre Larousse), de Mélusine dans La Magicienne (1858) d’Halévy et d’Olympia dans Herculanum (1859) de Félicien David. Elle fait un retour éphémère au Théâtre des Italiens en 1859 pour créer le rôle principal de Margherita la mendicante de son accompagnateur attitré Gaetano Braga.
Elle chante ensuite à Londres et en Russie avant de retourner en Italie. Elle met fin à sa carrière vers 1875. Elle est la professeure de sa fille, la soprano Erminia Borghi-Mamo, née en 1855, une heure seulement après la fin d’une représentation du Trovatore où Adelaide Borghi-Mamo interprétait le rôle d'Azucena.

## Sources
- (fr) Theodore Baker et Nicolas Slonimsky, Dictionnaire biographique des musiciens, traduit de l’américain par Marie-Stella Pâris, édition adaptée et augmentée par Alain Pâris, Robert Laffont, Paris, 1995, 4728 p.  (ISBN 2-221-06787-8)
- (fr) François-Joseph Fétis et Arthur Pougin, « Adelaide Borghi-Mamo », Biographie universelle des musiciens et bibliographie générale de la musique : Supplément et complément, vol. 1, Paris, Firmin-Didot, 1878, p. 110 Texte en ligne
- (fr) Andrew Gann, « Adelaide Borghi-Mamo », Dictionnaire de la musique en France au XIXe siècle sous la direction de Joël-Marie Fauquet, Fayard, Paris, 2003, 1406 p.  (ISBN 2-213-59316-7)
- (fr) Pierre Larousse, « Adelaide Borghi-Mamo », Grand dictionnaire universel du XIXe siècle : français, historique, géographique, mythologique, bibliographique..., T2 B, Paris, Administration du grand Dictionnaire universel, 1866-1877, p. 1004 Texte en ligne